# Charouz Racing System
A Charouz Racing System (CHRS, também era conhecida como Lotus — na World Series Formula V8 3.5) é uma equipe de automobilismo baseada em Praga, Chéquia, criada em 1985 por Antonín Charouz.
A equipe participou dos Campeonatos de Fórmula 2 e Fórmula 3 da FIA, além da ADAC Fórmula 4 e do Campeonato Italiano de Fórmula 4.
Em 28 de novembro de 2022, foi anunciado que a equipe alemã PHM Racing havia assumido os ativos da equipe Charouz na Fórmula 2 e na Fórmula 3. Porém, durante o ano de 2023, a PHM contou com o apoio da equipe tcheca e competiu sob o nome "PHM Racing by Charouz". Com esta parceria sendo encerrada antes da rodada final da temporada da Fórmula 2, realizada no final de novembro de 2023.

## Títulos
Campeonatos de equipes
- F3000 International Masters: 2006
- Le Mans Series: 2009 (LMP1)
- Campeonato Europeu de GT3 da FIA: 2012
- FIA GT Series: 2013 (Pro-Am Cup) e 2013 (Gentlemen's Trophy)
- World Series Formula V8 3.5: 2017
- ADAC Fórmula 4: 2018 e 2019

Campeonatos de pilotos
- F3000 International Masters: 2006 (Jan Charouz)
- Le Mans Series: 2009 (Jan Charouz, Tomáš Enge e Stefan Mücke)
- Campeonato Europeu de GT3 da FIA: 2012 (Dominik Baumann e Maximilian Buhk)
- FIA GT Series: 2013 Pro-Am Cup (Sergey Afanasyev, Andreas Simonsen) e 2013 Gentlemen's Trophy (Petr Charouz e Jan Stoviček)
- World Series Formula V8 3.5: 2017 (Pietro Fittipaldi)
- ADAC Fórmula 4: 2018 (Lirim Zendeli) e 2019 (Théo Pourchaire)